# Dwight Franklin
Dwight Franklin, né le 28 janvier 1888 à New York et mort le 19 janvier 1971 à Santa Monica est un sculpteur et illustrateur américain, connu pour ses dioramas mais aussi comme taxidermiste et comme conseiller technique à Hollywood, notamment pour des films de pirates.
Dans un entretien publié en 1923, Franklin souligne son hésitation entre la sculpture et la peinture, la forme et la couleur, et son désir de combiner les deux. Dix ans plus tard, il déclare à un autre journaliste préférer être décrit comme « illustrateur en trois dimensions » plutôt que comme sculpteur.
En 1906, il est engagé comme taxidermiste au musée américain d'histoire naturelle.
|  |

En 1913, il participe au premier numéro de la revue Copeia puis en 1916 à la création de la Société américaine des ichtyologistes et des herpétologistes. En 1925, il participe à la croisière scientifique organisée par la Société zoologique de New York à bord du vapeur Aercturus pour explorer la faune marine de la mer des Sargasses et des îles Galápagos, avec une escale dans l'île Cocos, un ancien repère de pirates censé abriter des trésors cachés.
|  |

En 1914, John Cotton Dana lui confie la réalisation d'un diorama miniature pour le Newark Museum, représentant un village Hackensack, dont le succès conduit à d'autres commandes, en particulier des « groupes géographiques » pour le Brooklyn Children's Museum (en),.
|  |

En 1916, Franklin fait une communication à l'American Association of Museums pour présenter ses dioramas miniatures pour les musées, dont il souligne plusieurs caractéristiques : ils sont situés à la hauteur des yeux d'une personne de taille moyenne, les personnages ont au moins 15 cm de hauteur et un éclairage artificiel de l'arrière-plan est utilisé. Ses recherches originales sur le sujet sont notamment remarquées par Lewis Mumford. Elles lui valent aussi de se voir confier en 1918 une animation des vitrines du grand magasin Lord and Taylor (en) à l'occasion de « L'Avenue des Alliés », un pavoisement de la Cinquième Avenue.
|  |

À partir de 1925, Franklin travaille comme conseiller technique et directeur artistique sur de nombreux films, dont Le Pirate noir, L'Île au trésor (1934), Anthony Adverse (1936), Une aventure de Buffalo Bill (1937), Les Flibustiers (1938), Les Naufrageurs des mers du Sud (1942), L'aventure vient de la mer (1944), Sinbad le marin (1947) et Toutes voiles sur Java (1953).